# Google Hacking
Google Hacking, també anomenada Google dorking, és una tècnica informàtica que es basa en utilitzar el cercador de Google i altres aplicacions de Google amb la finalitat de trobar forats de seguretat dins la configuració i el codi utilitzats en els llocs webs.

## Conceptes Bàsics
Google Hacking implica l'ús d'operadors avançats de Google alhora d'efectuar una cerca amb l'objectiu d'obtenir resultats que contenen cadenes específiques de text dins dels seus continguts. Alguns dels exemples més populars permeten trobar vulnerabilitats en versions específiques d'aplicacions web. Una consulta de cerca ambintitle:admbook intitle:Fversion filetype:php localitzarà totes les pàgines web amb extensio php que contenen aquest text concret en el títol. És normal que les instal·lacions per defecte de les aplicacions incloguin la versió de l'aplicació dins de cada pàgina que serveixen, per exemple, «Powered by XOOPS 2.2.3 Final».
Per exemple, si al cercador de Google s'escriu intitle:Google Operadors filetype:pdf. Aquesta combinació d'operadors i cadenes de cerca ens permeten obtenir 3.710 resultats aproximadament, que son menys dels que obtindriem si només escribissim Google Operadors. Aquest operador de Google busca informació al cercador sobre els operadors de Google en format PDF. L'operador tipus d'arxiu filetype es pot aplicar a qualsevol extensió de tipus d'arxiu tals com:
| Tipus de Document    | Extensió    |
| -------------------- | ----------- |
| Microsoft Word       | (doc, docx) |
| Microsoft Excel      | (xls, xlsx) |
| Microsoft Powerpoint | (ppt, pptx) |
| Documents Works      | (wps)       |
| Paginas Web          | (html, htm) |
| Rich Text Format     | (rtf)       |
| Plain Text           | (txt)       |
| Documents LaTex      | (tex)       |
| MP3 Àudio            | (mp3)       |
| MP4 Videos           | (mp4)       |
| AVI Videos           | (avi)       |

## Operadors Avançats
Hi ha molts operadors avançats que es poden utilitzar per explotar vulnerabilitats a llocs web:
| Operador   | Propòsit                            | Es pot mesclar amb altres operadors? | Es pot utilitzar sol? | Web         | Imatges     | Grups       | Notícies    |
| ---------- | ----------------------------------- | ------------------------------------ | --------------------- | ----------- | ----------- | ----------- | ----------- |
| intitle    | Cerca al títol de la pàgina         | sí                                   | sí                    | sí          | sí          | sí          | sí          |
| allintitle | Cerca al títol de la pàgina         | no                                   | sí                    | sí          | sí          | sí          | sí          |
| inurl      | Cerca URL                           | sí                                   | sí                    | sí          | sí          | no realment | com intitle |
| allinurl   | Cerca URL                           | no                                   | sí                    | sí          | sí          | sí          | com intitle |
| filetype   | Fitxers específics                  | sí                                   | sí                    | sí          | no          | no realment |             |
| intext     | Cerca només al text de la pàgina    | sí                                   | sí                    | sí          | sí          | sí          | sí          |
| allintext  | Cerca només al text de la pàgina    | realment                             | sí                    | sí          | sí          | sí          | sí          |
| site       | Cercar lloc web específic           | sí                                   | sí                    | sí          | sí          | no          | no realment |
| link       | Cerca enllaços a pàgines            | sí                                   | sí                    | sí          | no          | no          | no realment |
| inanchor   | Cerca al text dels enllaços         | sí                                   | sí                    | sí          | sí          | no realment | sí          |
| author     | Cerca per autors en grups de Google | sí                                   | sí                    | no          | no          | sí          | no realment |
| group      | Cerca grups                         | realment                             | sí                    | no          | sí          | sí          | no realment |
| insubject  | Cerca per temes en grups de Google  | sí                                   | sí                    | com intitle | com intitle | si          | com intitle |

## Paraules Clau
A més dels operadors de Google existeixen paraules en tots els idiomes, pero majoritàriament en anglès, que et poden ajudar a millorar la cerca. Aquestes paraules clau es poden utilitzar combinades amb els operadors de Google i d'aquesta manera millorar la cerca.

### Exemples d'operadors de Google
| Comandos de Google                 | Resultats Aproximats |
| ---------------------------------- | -------------------- |
| Com fer                            | 44.200.000           |
| "Com fer" site:www.youtube.com     | 46400.000            |
| "Com fer" filetype:pdf             | 1.260.000            |
| "Com fer" inurl:edu                | 500.000              |
| "Com fer" inurl:edu filetype:pdf   | 363.000              |
| "Com fer" filetype:doc             | 49.600               |
| "Com fer" inurl:edu filetype:doc   | 40.500               |
| "Com fer" filetype:html            | 5.120.000            |
| "Com fer" -filetype:html           | 68.800.000           |
| "Com fer" inurl:edu -filetype:html | 212.000              |

### Llistes de paraules claus (keywords)
| Anglès     | Català      | Anglès       | Català           |
| ---------- | ----------- | ------------ | ---------------- |
| dictionary | diccionari  | cheatsheet   | anotacions repas |
| manual     | manual      | template     | plantilla        |
| template   | formulari   | rubric       | rubrica          |
| glossary   | glossari    | tutorial     | tutorial         |
| course     | curs        | introduction | introducció      |
| poster     | poster      | board        | cartell          |
| how to     | com fer     | study guide  | guia d'estudi    |
| internship | internat    | jobs         | treballs         |
| university | universitat | letter       | carta            |

## Domini d'Internet
Els dominis d'Internet són noms de servidors que poden ser fàcilment recordats. Els dominis d'Internet poden servir per a cercar informació relacionada amb paraules o frases dins d'un domini utilitzant l'operador inurl.

### Llista de Dominis de nivell superior genèric per l'operador inurl
| Domini | Descripció     |
| ------ | -------------- |
| com    | Companyies hak |
| edu    | Educacional    |
| org    | Organització   |
| net    | Xarxa          |
| info   | Informació     |
| gov    | Govern         |
| math   | Matemàtica     |
| tv     | Televisió      |